# Метан угольных пластов
Метан угольных пластов — метан, содержащийся в сорбированном (связанном) состоянии в системе естественных трещин угля. При бурении скважин давление в устье скважины становится ниже, чем давление в пласте за счет чего происходит приток находящейся в трещинах жидкости, а в дальнейшем и метана. Для добычи угольного метана обычно бурятся вертикальные скважины на глубину значительно превышающую залегание водоносных горизонтов. Наиболее популярные методы интенсификации добычи — гидроразрыв пласта, бурение горизонтально-направленных скважин и, в некоторых случаях, кавитация.
Не имеет никакого отношения к дегазации угольных шахт.

## Запасы
Оценка геологических ресурсов метана угольных пластов
| Страна       | Ресурсы, трлн м³ |
| ------------ | ---------------- |
| Россия       | 78               |
| США          | 60               |
| Китай        | 28               |
| Австралия    | 22               |
| Индия        | 18               |
| Германия     | 16               |
| ЮАР          | 13               |
| Украина      | 8                |
| Казахстан    | 8                |
| Польша       | 3                |
| Всего в мире | 260              |

## Добыча
Промышленная добыча метана угольных пластов началась в США в начале 1980-х годов. В 2000 году в США было добыто 40 млрд м³ метана угольных пластов, что составляло 7 % суммарной добычи газа в стране.
В результате добычи угля в Китае выбросы метана в атмосферу составляют 6—19 млрд м³ в год. В 1996 году была учреждена Китайская Объединенная Корпорация по метану из угольных пластов (CUCBM). К 2009 году добыча газа выросла до 700 миллионов м³. В 2009 году началось строительство более 3600 буровых скважин для его добычи.

### Россия
В России принята программа «Метан Кузбасса». Кузбасс может производить около 20 млрд м³ метана ежегодно. Ресурсы метана в Кузбассе оцениваются в 13 трлн м³.
Программа «Метан-Кузбасс» реализуется в три этапа: поисково-оценочные и геологоразведочные работы (2008—2009), опытно-промышленная эксплуатация и наращивание объёмов добычи (с 2010), выход на проектную промышленную добычу. В 2010 году на Талдинской площади пущен первый промысел по добыче газа метана из угольных пластов Кузнецкого бассейна.
Проект по добыче в Нарыкско-Осташкинском месторождении требует инвестиций в 5,3 млрд руб, 20 скважин добыли 20 млн м³ газа за 4 года. 
Запуск завода по добыче метана угольных пластов планировался на 2023 год , однако затем запуск его был отложен на 2024 год 
23 мая 2023 Комитет по энергетике провел круглый стол по проблеме "Метан угольных плавстов" . 
Газпромдобыча имеет два промысла (Талдинский и Нарыкско-Осташкинский) . Компанией начались разведочные работы на Тутуясской площади. 